# ホセ・マリア・アロンソ
ホセ・マリア・アロンソ（José María Alonso、1890年9月28日-1979年3月4日）はスペインの男子テニス選手。バスク地方のギプスコア県サン・セバスティアン出身。弟のマニュエル・アロンソもテニス選手。
1920年のアントワープオリンピックに出場し、シングルスとダブルス競技に出場した。シングルスでは日本の熊谷一弥に1回戦で敗れており、弟のマニュエルと組んだダブルスでも南アフリカ代表のルイス・レイモンドとブライアン・ノートンのペアにストレートで敗れている。2度目のオリンピックとなる1924年のパリオリンピックでは再び弟とのペアで出場し、準々決勝まで進出している。
1921年のスペイン初出場となるデビスカップではチームのキャプテンを務めた。